# NGC 5149
NGC 5149 é uma galáxia espiral barrada (SBbc) localizada na direcção da constelação de Canes Venatici. Possui uma declinação de +35° 56' 04" e uma ascensão recta de 13 horas, 26 minutos e 09,1 segundos.
A galáxia NGC 5149 foi descoberta em 1 de Maio de 1785 por William Herschel.